# Маріан Лутославський
Маріан Лутославський  (1871 рік — 5 вересня 1918 року) — польський інженер-механік і винахідник.

## Біографія
Маріан Лутославський народився в 1871 році в маєтку в Дроздові в сім'ї поляків. Його батьками були агроном Францішек Діонізі Лутославський та його друга дружина Пауліна, добре освічені представники поміщицької шляхти. Навчався в Технічному університеті в Ризі, який був частиною Росії, і здобув диплом з електротехніки в Технічному університеті Дармштадта, Німеччина. Лютославський встановив першу електростанцію в житловому районі Варшави та запровадив нові методи, такі як трифазний струм . У 1900 році він побудував першу в країні електростанцію, що працює на дизельному двигуні внутрішнього згоряння, для готелю «Брістоль» у Варшаві . Він також спроектував перші два залізобетонні мости в Любліні в 1908 і 1909 рр. Лютославський був заарештований у 1918 році більшовиками і був страчений без суду під Москвою як «контрреволюціонер».

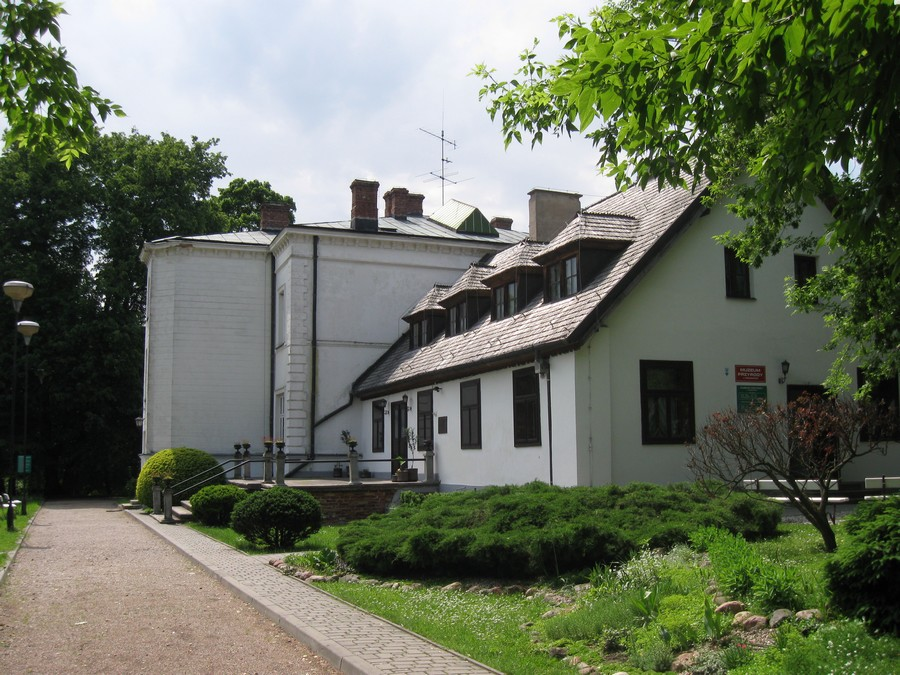
Родинний маєток Лютославських у Дроздово, нині музей

Після закінчення навчання за кордоном Лютославський оселився у Варшаві та заснував фабрику, що виробляє вогнестійкі сейфи . У 1898 році він одружився з Марією Зелінською. Він став викладачем на машинобудівному факультеті Варшавської політехніки (на той час його називали механічним технікумом Вавельберга та Ротванда).
Лютославський був завзятим лідером громади і працював в Асоціації інженерів та інших професійних організаціях. У 1902 році він заснував технічний офіс, який розширив свою діяльність на будівельну галузь. Він побудував перший залізобетонний будинок у Варшаві, використав залізобетон при будівництві церкви Христа Спасителя у Вільнюсі на території сучасної Литви та багатьох інших проектах, включаючи мости, засновані на новій технології Франсуа Хеннебіка. Два мости, які він побудував у Любліні, і вважаються пам'ятниками технічної спадщини світу. На основі свого досвіду Лютославський читав лекції та курси, писав статті та навчальні посібники з цивільного будівництва.

### Соціальна активність та смерть
Лютославський був членом Польської національно-демократичної партії та співзасновником студентського товариства Мацієжем Школьною . Він був одним із ініціаторів створення нового Громадянського комітету, а також Польського комітету санітарної допомоги У 1915 році, під час Першої світової війни, більшість родина Лютославських втекла до Росії після окупації Польщі німецькими військами. Там він та його брат Юзеф організували польські збройні сили, сподіваючись звільнити Польщу за допомогою царської Росії. Його діяльність включала створення польського денного догляду, майстерень, лікарень та центрів допомоги та медичного обслуговування за кордоном. У 1917 р. спалахнула російська революція. Націонал-демократична партія, до якої належали Маріан та Юзеф Лютославські, була категорично проти влади більшовиків. Маріан допоміг евакуювати польських біженців через Мурманськ до Франції та Англії. Він підтримав повстання польських військ у Мурманську проти комуністів. За це Маріана Лутославського було заарештовано більшовиками в Мурманську 23 квітня 1918 р. За підозрою у контрреволюції його забрали до Москви разом із братом Юзефом, якого заарештували через два дні після нього.
Маріан був страчений без суду під час масового розстрілу 5 вересня 1918 р. У Всехсвяцькому, підмосковному селі разом із братом за кілька днів до того, як повинен був відбутися суд.

## Сім'я
З п'яти братів Маріана один став професором філософії, один редактором газет, а другий парламентарієм.
У шлюбі з Марією народилося двоє синів — Францішек та Збігнев та дві дочки — Ганна та Зофія. Вітольд Лютославський, один з найбільших європейських композиторів 20 століття, був племінником Лютославського. Вітольду Лутославському було п'ять років, коли його батька Юзефа (1882 року народження) та Маріана було вбито.

## Публікації
- O zastosowaniu prądów zmiennych o wysokim napięciu do celów motorycznych (Про використання змінних струмів високої напруги для живлення двигуна), 1896, керівництво з техніки
- Prąd elektryczny — jego wytwarzanie i zastosowanie (Електричний струм — його виробництво та використання), 1900
- Nowy system głębokiego fundamentowania na gruntach niepewnych (Нова система глибокого фундаментного будівництва в непевному ґрунті), 1907
- Pale betonowe Simplex do fundamentowania na gruntach niepewnych (Симплексні бетонні палі для фундаментів у непевному ґрунті), 1908